# Den danske tragedie
Den danske tragedie er et dansk dokumentarisk drama af Carsten Kressner. Stykket havde premiere på teatret Plan B i København 2005.
Stykket, der har undertitlen 7 skuespillere undersøger et mord, følger teatergruppens undersøgelse af forholdene omkring mordet på den italienske rygsækturist Antonio Currá på Nørrebro i København i 2003 og afdækker derved et Danmark under multikulturel forandring.